# Rédics
Rédics is een plaats (község) en gemeente in het Hongaarse comitaat Zala. Rédics telt 1023 inwoners (2001).